# بوسطن ديناميكس
بوسطن ديناميكس ((بالإنجليزية: Boston Dynamics)‏ هي شركة خاصة أمريكية يقع مقرها في والثام بولاية ماساتشوستس في الولايات المتحدة وهي معروفة بأنشطتها واختراعتها في مجال الروبوت والروبوتات ذات الاستعمال العسكري. اختراعاتها الرئيسية تتمثل في بيتمان، بيغ دوغ، راكس، أطلس وكذلك نظام المحاكة البشرية داي غاي.

بدأت الشركة بعد انفصالها عن معهد ماساتشوستس للتقنية، أين بدأ مارك ريبارت، الرئيس الحالي للشركة، وزملاؤه بتطوير الروبوتات التي تتحرك وتناور كالحيوانات. بدأت الشركة أعمالها في 1992 مع إنشاء بوسطن ديناميكس.

في 13 ديسمبر 2013، أكدت جوجل شرائها لبوسطن ديناميكس وضمها إليها.

## الإختراعات

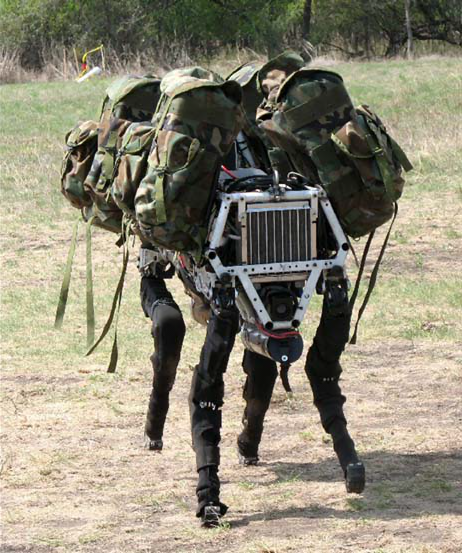
بيغ دوغ.

### داي غاي
داي غاي (DI-Guy) هي مجموعة من البرمجيات في شكل روبوت إنساني، تقوم بأعمال في الوقت الحالي وواقعيا بسلوك البشر.

### بيغ دوغ
بيغ دوغ (BigDog) هو روبوت ذو أربع أطراف، تم اختراعه في 2005 من قبل بوسطن ديناميكس، بالتعاون مع شركة فوستر ميلر، ومختبر الدفع النفاث، وجامعة هارفارد، وبتمويل من وكالة مشاريع البحوث المتطورة الدفاعية.

### راكس
راكس (RHex) هو روبوت ذو ستة أطراف مرنة، ويمكنه التنقل والتأقلم في العديد من حالات الطقس وأنواع كثيرة من الأماكن مثل الطين والثلج والماء وقضبان السكك الحديدية وأعمدة خطوط الهاتف والشباك الحديدية والسلالم والسطوح المنحدرة.

### بيتمان
بيتمان (PETMAN) هو أخر روبوت مصنع من قبل الشركة لحد الآن، طوله وشكله يتفقان مع طول وشكل رجل بالغ متوسط. يمكن لهذا الروبوت التنقل بحرية والقيام بحركات تماما كالإنسان. حسب بوسطن ديناميكس، فهو أول روبوت يحتوي هذه المواصفات. بيتمان صنع أساسا لاختبار الملابس الواقية ضد الهجمات الكيميائية.

الروبوت سوف يحاكي أيضا علم وظائف الأعضاء البشرية عن طريق التحكم في الرطوبة ودرجة الحرارة والتعرق.

## مقالات ذات صلة
- بيج دوج
- راكس

## روابط خارجية
- الموقع الرسمي لبوسطن ديناميكس.

قالب:بوابة روبوتيات